# Бадан
Бада́н, реже Бергения (лат. Bergenia) — род многолетних растений семейства Камнеломковые (Saxifragaceae).
Латинское название дано в честь немецкого ботаника Карла Августа фон Бергена.

## Распространение и экология
Распространён в умеренном климате Азии от Средней Азии и Афганистана до Китая и Кореи, в горных районах (400—2500 метров над уровнем моря) Восточной и Западной Сибири, на Алтае, в Саянах, в Прибайкалье в верховьях Алдана и Якутии.

## Биологическое описание
Это вечнозелёные многолетние, реже однолетние растения высотой 6—35 см.
Корневища толстые, горизонтальные.
Листья прикорневые, черешчатые, крупные, тёмно-зелёные, блестящие, кожистые, собраны в розетку.
Цветки бокаловидные, красные, розовые или белые, собраны в плотные метельчатые соцветия. Цветёт весной — в начале лета.
Плод — коробочка.

## Значение и применение
Виды рода Бадан — лекарственные растения.
Введён в культуру с середины XVIII века. Ныне садовые формы широко используются в садах Европы. Диапазон возможного использования бадана в посадках широк: это фрагменты сада, имитирующие естественный ландшафт (опушки, поляны, участки луга, берега водоёмов, водотоков, каменистые сады), одновидовые группы растений на фоне газона и бордюры. Своей орнаментальной формой, цветом листьев и соцветий баданы создают живописные композиции в различных типах посадок с ранней весны до глубокой осени.
На Алтае бадан популярен в качестве заменителя чая (его называют «чигирский чай»). Заваривают перезимовавшие листья, прошедшие естественную ферментацию. Напиток имеет тёмный цвет, по вкусу отдалённо напоминает чёрный чай.

## Классификация

### Виды
Род насчитывает 10 видов:
- Bergenia ciliata (Haw.) Sternb. — Бадан реснитчатый[4]. Гималаи
- Bergenia crassifolia (L.) Fritsch typus — Бадан толстолистный. Сибирь, Алтай, Монголия, Китай

- [syn.  Bergenia cordifolia — Бадан сердцелистный]
- [syn.  Bergenia pacifica Kom. — Бадан тихоокеанский]

- Bergenia emeiensis C.Y.Wu ex J.T.Pan
- Bergenia hissarica Boriss.
- Bergenia pacumbis (Buch.-Ham. ex D.Don) C.Y.Wu & J.T.Pan
- Bergenia purpurascens (Hook.f. & Thomson) Engl.

- [syn.  Bergenia delavayi (Franch.) Engl. — Бадан Делавэя]

- Bergenia scopulosa T.P.Wang
- Bergenia stracheyi (Hook.f. & Thomson) Engl.
- Bergenia tianquanensis J.T.Pan
- Bergenia ugamica V.N.Pavlov — Бадан угамский. Растёт в трещинах скал на высоте около 2500 м над уровнем моря. Высота растения 16—30 см. Цветёт в июле — августе, плодоносит в августе. Произрастает в основном в Казахстане, где занесён в Красную книгу.

### Таксономия
Род Бадан входит в семейство Камнеломковые (Saxifragaceae) порядка Камнеломкоцветные (Saxifragales).
|  |                                      |  |                                                             |                                                             |                         |  | ещё 12 семейств (согласно Системе APG II) |              |              |          |
|  |                                      |  |                                                             |                                                             |                         |  |                                           |              |              | 11 видов |
|  |                                      |  |                                                             | порядок Камнеломкоцветные                                   |                         |  |                                           |              | род Бадан    |          |
|  |                                      |  |                                                             | порядок Камнеломкоцветные                                   |                         |  |                                           |              | род Бадан    |          |
|  | отдел Цветковые, или Покрытосеменные |  |                                                             |                                                             | семейство Камнеломковые |  |                                           |              |              |          |
|  | отдел Цветковые, или Покрытосеменные |  |                                                             |                                                             |                         |  |                                           |              |              |          |
|  |                                      |  | ещё 44 порядка цветковых растений (согласно Системе APG II) | ещё 44 порядка цветковых растений (согласно Системе APG II) |                         |  |                                           | ещё 29 родов | ещё 29 родов |          |
|  |                                      |  |                                                             | ещё 44 порядка цветковых растений (согласно Системе APG II) |                         |  |                                           |              | ещё 29 родов |          |